# Pietro Aaron
Pietro Aaron a. Piero Aron (ur. ok. 1489 we Florencji, zm. po 1545 w Bergamo lub w Wenecji) – włoski teoretyk muzyki i kompozytor.

## Życiorys
Nie wiele wiadomo o wczesnym życiu Aarona. Przypuszczalnie był, jeśli nie Żydem, to takiego pochodzenia. Najprawdopodobniej był muzykiem samoukiem. Powoływał się na przyjaźń z J. Obrechtem, J. des Présem i H. Isaaciem. W 1515-1522 był kantorem kościelnym w katedrze w Imoli. Tam też przyjął święcenia kapłańskie w 1516. W 1523 Aaron wyjechał do Wenecji, po czym na zaproszenie S. Michiela, wielkiego mistrza Joannitów, objął stanowisko kantora katedry w Rimini. W 1525 zostaje maestro di casa dworu dożów weneckich. Po śmierci swojego mecenasa w 1536, Aaron wstąpił do zakonu w Bergamo, gdzie najprawdopodobniej zmarł.

## Twórczość
Zajmował się teorią muzyki starożytnej oraz jej estetyką. Sformułował nowe zasady strojenia instrumentów klawiszowych oraz kompozycji. Wysunął oryginalną teorię kontrapunktu. Był pierwszym teoretykiem muzyki epoki renesansu, który uważał za przestarzałe komponowanie pojedynczych głosów, zalecając jednoczesne tworzenie wszystkich linii melodycznych. Zredagował tabele czterogłosowych akordów. W pismach teoretycznych wypowiadał się również na temat czterogłosowej kadencji. Proponował również ujednolicenie w notacji znaków chromatycznych. Jako jeden z pierwszych pisarzy muzycznych tworzył w języku ojczystym. Aaron korespondował z G. Spataro, o czym możemy się dowiedzieć z zachowanych listów drugiego z nich. Teoretycy muzyki dyskutowali na temat walorów estetycznych w twórczości współczesnych im kompozytorów. Poruszali też zagadnienia notacji, zwłaszcza użycia znaków chromatycznych.
Pomimo że Aaron znany był współczesnym głównie jako kompozytor i sam często odnosi się w swoich dziełach do własnych utworów, to do naszych czasów przetrwał tylko jeden z nich. Jest nią czterogłosowa frottola, pochodząca z Piątej Księgi Frottolli O. Petrucciego (1505). Pozostałe, zaginione kompozycje Aaron to głównie pieśni: Credo na sześć głosów, pięciogłosowa msza, motety i madrygały oraz dwa utwory znane jedynie z tytułów: In illo tempore loquente Jesu, Letatus sum i Da pacem.

### Dzieła
- Libri III de institutione harmonica (Bolonia, 1516);
- Gli errori di Franchino Gafuri (Florencja, 1516);
- Thoscanello de la musica (Wenecja, 1523);
- Trattato della natura et cognitione di tutti gli tuoni di fanco figurato... (Wenecja, 1545);
- Lucidario in musica (Wenecja, 1545);
- Compendiolo di molti dubbi... (Mediolan, po 1545).